# Bonnie McCullough
Bonnie McCullough è un personaggio immaginario della serie di romanzi Il diario del vampiro, creata dalla scrittrice Lisa Jane Smith.

## Romanzi
È la migliore amica di Elena, sulla quale le capita di avere profezie di morte, e il suo secondo nome è Mae. Inizialmente, Bonnie appare come una diciassettenne dal cuore gentile, ma volubile, infantile, insicura, frizzante, non molto intelligente né brava a scuola, ossessionata dai ragazzi e dalla propria morte. Esprime sempre tutto quello che pensa, anche se contraddice quello che ha appena detto. Con il proseguire della serie, la sua personalità e i suoi poteri psichici, derivanti dai suoi avi druidi, si sviluppano, facendole capire che non è stupida e che i suoi amici tengono molto a lei. Quando i kitsune Shinichi e Misao prendono il controllo di Fell's Church, Bonnie scopre che nella Dimensione Oscura si trova una sfera stellata gigantesca che può sconfiggerli, ma, mentre cerca di prenderla dai rami dell'albero sul quale è nascosta, attiva il meccanismo di difesa causando la morte di Damon. La Corte Celestiale rifiuta di resuscitarlo, ma garantisce a lei e ai suoi amici una nuova vita a Fell's Church. Bonnie si iscrive al Dalcrest College, dove inizia ad uscire con il lupo mannaro Zander. Dopo la laurea, inizia a lavorare come maestra d'asilo e sposa Zander, seguendolo in Colorado, dopo l'ultima battaglia contro un'armata di vampiri artificiali.
In seguito, Elena torna ai tempi del liceo per cambiare il proprio destino ed evitare di morire. Capendo che l'unico modo per riuscirci è far riappacificare Stefan e Damon prima che quest'ultimo uccida qualcuno, confessa tutto a Bonnie per avere l'aiuto dei suoi poteri magici. Quando Elena torna al futuro, scopre che il destino di Bonnie non è cambiato granché a causa del suo intervento: l'unica cosa diversa è il suo carattere, più dolce e gentile.

### Incongruenze
La data di nascita di Bonnie è poco chiara. Ne L'anima nera, Bonnie afferma di essere sei mesi più giovane di Meredith, che è nata a giugno: questo colloca il suo compleanno a dicembre. Al contrario, la storia breve After Hours lo situerebbe al 1º ottobre: la data viene ricavata dal fatto che i fatti si svolgono durante il plenilunio due giorni dopo il suo diciassettesimo compleanno, che il professor Tanner (morto ad Halloween) è ancora vivo e che il plenilunio precedente si era verificato, secondo il diario di Elena, il 5 settembre. Ne La salvezza, invece, Bonnie festeggia il suo ventiquattresimo compleanno in estate.
Anche il numero delle sorelle di Bonnie cambia continuamente. Nei primi dieci romanzi, scritti dall'autrice Lisa Jane Smith, la ragazza ha quattro sorelle maggiori: Mary, di due anni più grande, che lavora alla clinica di Fell's Church, un'altra che frequenta il college, mentre di quelle restanti non si sa nulla. Nei quattro libri successivi, scritti da una ghostwriter, le sorelle sono diventate tre, mentre negli ultimi tre libri realizzati dalla scrittrice Aubrey Clark, sono solo due, Mary e Nora.

## Serie TV

### Casting e interpretazione
Per interpretare Bonnie fu scelta l'attrice Katerina Graham. In un'intervista con Hollywood Crush, Graham raccontò che le piacque che il suo personaggio avesse delle abilità speciali e che, quando lesse una seconda volta la sceneggiatura, capendo che avrebbero esplorato tutti i poteri di Bonnie, si rese conto di volere moltissimo il ruolo, tanto da esserne "ossessionata". Seppe anche che sarebbe stato difficile convincere i lettori dei romanzi che la Bonnie televisiva corrispondesse a quella letteraria, a causa del loro aspetto fisico opposto: il personaggio dei libri ha, infatti, pelle chiara e capelli rossi. Per calarsi nella parte di una ragazza con una "vibrazione" completamente diversa dalla propria, Graham utilizzò un'intera parete della sua roulotte per appendere le cose che sarebbero potute piacere a Bonnie, in modo da imprimersela nella mente. Lo definì un personaggio "da sogno", e disse: "Amo interpretarla. Amo che, più diventa innocente, più si fa pericolosa. È brillante."

### Caratterizzazione e sviluppo
Rispetto ai romanzi, il suo cognome fu cambiato in Bennett. Nel copione originario del primo episodio, Bonnie è descritta come una ragazza "leggera, frizzante e adorabile. Un'amica leale, con un grande cuore", mentre, nella versione definitiva, il suo personaggio è più maturo. L'attrice Katerina Graham la descrisse come "molto altruista e "abbastanza rilassata", ma poco fiera, nonostante fosse assolutamente convinta che ci fosse dell'impertinenza in lei. Disse che, a suo parere, era il personaggio più "frainteso" della serie e che agiva mossa soprattutto dalla compassione, ma con la morte della nonna, da lei considerata una figura materna, avrebbe perso "molta della sua tolleranza". Pur restando sempre la migliore amica di Elena e la ragazza dolce cresciuta a Mystic Falls, avrebbe iniziato a fare cose che avrebbero potuto ferire le persone, e il solo pensiero l'avrebbe "terrorizzata".

### Storia
Bonnie è figlia di genitori divorziati e vive con il padre, sebbene trascorra la maggior parte del tempo con sua nonna Sheila, professoressa di occulto all'università, dalla quale ha preso il secondo nome. Grazie ai racconti della nonna, Bonnie scopre di avere poteri magici e apprende dell'esistenza dei vampiri. La giovane inizia ad odiarli, soprattutto Damon e Stefan, quando sua nonna perde la vita per rompere un sortilegio che li avrebbe tenuti imprigionati in una cripta. Cerca anche di uccidere Damon, incolpandolo della trasformazione in vampira dell'amica Caroline. A causa di alcuni sogni ricorrenti nei quali vede una bara, Bonnie rintraccia la madre Abby, che non vede da quindici anni, per unire la loro magia e aprire il feretro, dal quale esce Esther, la madre dei vampiri Originali. Questa decide di uccidere tutti i figli attingendo potere dal circolo magico della famiglia Bennett. Gli Originali minacciano di uccidere la migliore amica di Bonnie, Elena, se non fermeranno Esther: Damon, allora, trasforma Abby in un vampiro, distruggendo il circolo magico dei Bennett. La donna, non potendo sopportare la sua nuova condizione, decide di andarsene. Successivamente Jeremy, il ragazzo di Bonnie, viene ucciso, e lo stregone Silas la convince a far cadere il velo tra il loro mondo e il purgatorio delle creature soprannaturali, l'Altra Parte, per poterlo rivedere. La giovane strega riporta quindi in vita Jeremy, ma muore a causa dell'eccessivo consumo di magia. I due restano in contatto grazie alla capacità di Jeremy di comunicare con gli spiriti, e Bonnie gli fa promettere di non dire ai suoi amici che è morta, ma il ragazzo, alla fine, confessa a Damon la verità. Il vampiro la fa riportare in vita facendola diventare l'Ancora che tiene in piedi l'Altra Parte. Una setta di stregoni, i Viaggiatori, si impossessa di Mystic Falls e tramite un incantesimo sacrificale fa sì che il loro leader resusciti. Ciò spezza l'equilibrio dell'Altra Parte, che inizia lentamente a collassare; se non verrà bloccato, anche Bonnie sparirà con essa. Per debellare i Viaggiatori, Elena e Damon fanno esplodere la cittadina, morendo, ma Bonnie riesce a riportare in vita l'amica, mentre Damon resta intrappolato nell'Altra Parte. Questa implode, essendo il suo equilibrio ormai destabilizzato, ma Bonnie e il vampiro, grazie all'intervento della nonna della ragazza, finiscono in un mondo-prigione parallelo insieme allo stregone psicopatico Kai. Tutti e tre riescono, in tempi diversi, ad evadere, e Bonnie, per vendicarsi, imprigiona Kai in un altro mondo parallelo. Questi però si libera e lega la vita della strega a quella di Elena, cosicché quest'ultima resti in coma fino alla morte dell'amica. Bonnie intraprende una relazione con il vampiro Enzo e insieme pensano alla possibilità di vivere un'esistenza normale, quindi la ragazza estrae la cura del vampirismo dal corpo dormiente di Elena per darla a lui. Tuttavia Enzo viene ucciso da Stefan e, per fermarlo, la giovane Bennett si vede costretta a iniettargli la cura facendolo tornare umano. La morte dell'amato la fa cadere in un profondo stato di sconforto e non trova la forza di perdonare Stefan, nonostante lui provi un profondo rimorso per ciò che ha fatto. La vampira Katherine diventa intanto regina dell'Inferno e decide di distruggere Mystic Falls con le fiamme infernali, ma Bonnie invoca l'aiuto delle antenate Bennett e riesce a manipolare il fuoco facendo sì che questo distrugga sia la dimensione infernale che Katherine. Anche Stefan, che teneva ferma la vampira, muore arso vivo, dopo aver scelto di sacrificarsi in questo modo per espiare le sue colpe. Bonnie riesce a risvegliare Elena dall'incantesimo di Kai senza morire e, onorando il ricordo di Enzo, decide di vivere appieno la sua esistenza viaggiando per il mondo.

## Accoglienza
Il sito Hollywood Crush sostenne che la Bonnie letteraria, nonostante potesse essere un po' piagnucolosa, era spesso capace di salvare la situazione con i suoi poteri, superando la grandiosità della migliore amica Elena.
Nel libro A Visitor's Guide to Mystic Falls, Bree Despain scrisse che la Bonnie televisiva "è leale e gentile con Elena, usa i suoi poteri per proteggere Elena, ed è un'amica fantastica che cerca con tutte le sue forze di riportare Elena nel mondo reale dopo la morte dei suoi genitori. Però, il fatto è che Bonnie è un personaggio/aiutante che è solo un aiutante. [...] Tuttavia, con la crescita dei suoi poteri, la rabbia contro di loro, una natura caparbia, una fiera determinazione a fare quel che è giusto, e possibilità romantiche da protagonista, ha ottenuto abbastanza profondità e potenziale che non la rendono più adatta a ricoprire solo un ruolo da personaggio/aiutante. [...] Perché Bonnie non è il tipico personaggio/aiutante che farebbe tutto per il personaggio principale con fede incrollabile, non può andare contro quello che sa essere giusto. [...] Il personaggio di Bonnie si è evoluto ben oltre i confini di aiutante, nemico-amico o migliore amico.". Il sito TV Fanatic giudicò Bonnie il peggior personaggio sia della terza stagione, per la sua cupezza e inutilità, che della prima metà della quarta e di tutta la quinta stagione. Il sito elesse lei e Damon miglior duo della prima metà della sesta stagione, per la loro "amicizia impressionante [...] Questi ex-nemici hanno formato un grande legame... tanto grande che Damon chiarisce che sta salvando Bonnie per Bonnie, non per Elena".